# Atokos

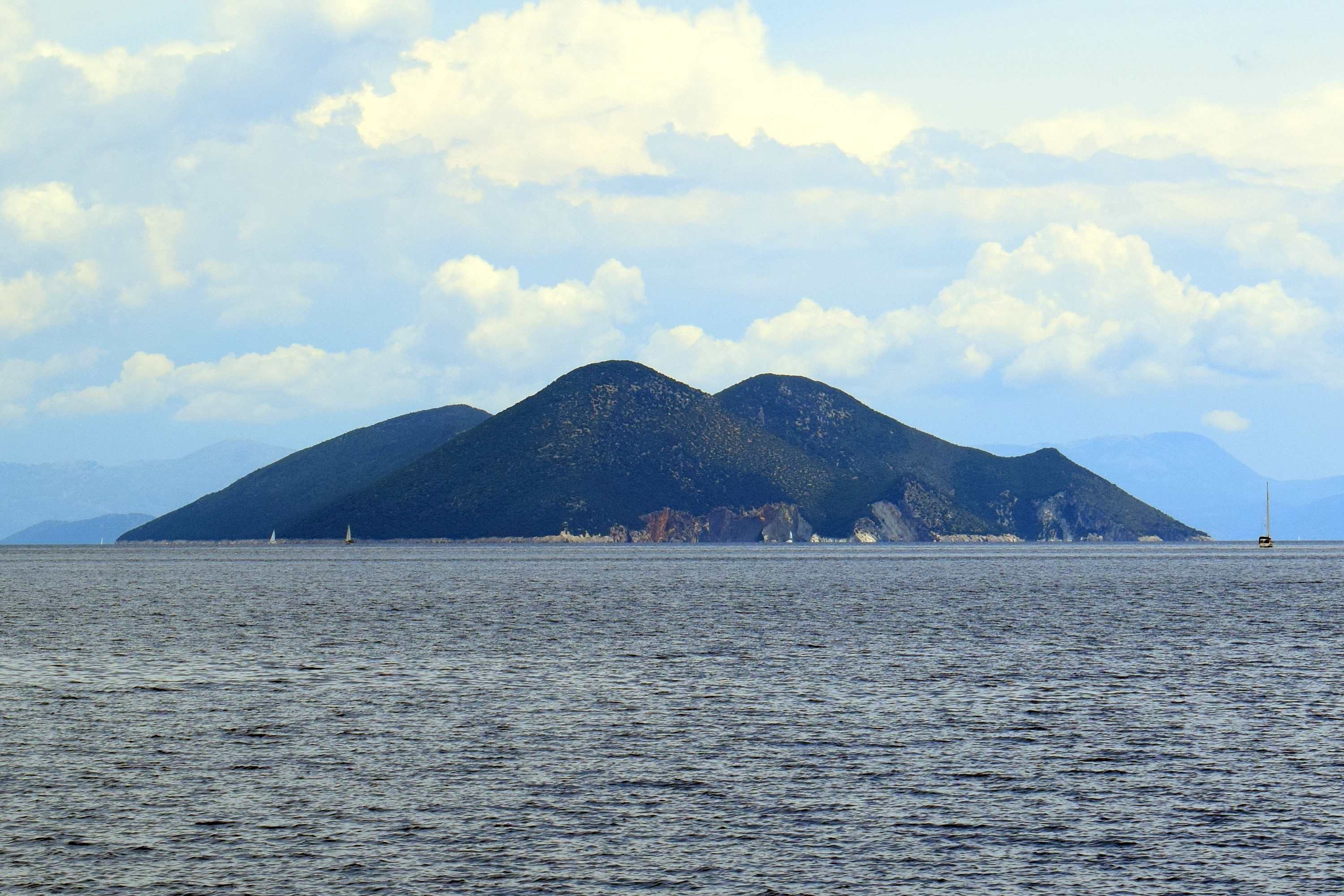
Atokos vista da sud

Atokos (in greco Άτοκος) è una piccola isola disabitata della Grecia situata nel Mar Ionio. Da un punto di vista amministrativo fa parte del comune di Itaca.
È situata 9 km a nord-est di Itaca e 8 km a sud-ovest di Kastos e si trova poco a nord-est della rotta del traghetti Brindisi- Patrasso. L'isola ha coste frastagliate, vi sono due baie in cui possono attraccare le imbarcazioni, l'altitudine massima è 334 m s.l.m. Nei pressi si trova il piccolo isolotto disabitato di Omfori.
Vi si trovano due edifici, un'abitazione e una piccola cappella. L'isola è proprietà privata.
Insieme alle isole di Meganisi, Arkoudi e Vromonas fa parte del Sito di interesse comunitario Esoteriko Archipelagos Ioniou (Meganisi, Arkoudi, Atokos, Vromonas) (GR2220003)